# Список умерших в 758 году

## Дата смерти неизвестна или требует уточнения
- Альбоин, герцог Сполето (757—758).
- Ли Чжаодао, китайский художник.
- Муса ибн Укба, факих, мухаддис, биограф Мухаммеда.
- Свитред, король Эссекса (746—758).
- Фруэла, второй сын герцога Кантабрии Педро, родной брат короля Астурии Альфонсо I Католика